# Эйильсстадир
Эйильсстадир (исл. Egilsstaðir) — город в Исландии, расположен неподалёку от озера Лагарфльоут.

## Обзор
Эйильсстадир — молодой город, он был основан в 1947 году в качестве регионального центра окружающих сельских районов. Город был назван в честь фермы Эйильсстадира. Вблизи находится мост через Лагарфльоут, где сходятся все пути: Окружная дорога, а также различные местные дороги.
Эйильсстадир стал крупнейшим городом восточной Исландии, а также транспортным, административным и обслуживающим центром региона. В городе есть аэропорт, колледж и больница. Город быстро развивался во время экономического бума 2004—2008 годов, однако после экономического кризиса 2008—2009 годов рост заметно снизился.

## История
В письменных источниках впервые упоминается в 15-м веке как место проведения законодательных собраний.
Начало развития Эйильсстадира как города приписывают фермеру Йону Бергссону (1855—1923), который в начале XX века построил здесь большое жилое здание. Оно стоит и поныне и используется в качестве отеля. Йон купил здесь ферму в конце XIX века из-за её расположения, он заявил «Здесь будет перекрёсток» (исл. Hér verða vegamót). Через некоторое время был построен мост через Лагарфльоут, а также проложена дорога до Рейдарфьордура. А затем появилась почта и телефон.
В 1947 году Эйильсстадир получил статус города и стал административным центром округа Egilsstaðahreppur путём объединения его с двумя соседними. В 1980 году в городе жили уже 1000 человек. В 1987 году получил новый статус и стал называться Egilsstaðabær. В 2011 году количество жителей составляло 2 257 человек, что на 41 % больше чем в 2001, когда население составляло 1 600 человек. Эйильсстадир — главный город общины Фльоутсдалсхьерад.
Согласно легенде, в озере живёт Лагарфльоутский змей — аналогичный шотландскому Несси. Недалеко от Эйильсстадира находится Халлормсстадарскогур — самый крупный лесной массив в Исландии.

## Достопримечательности
- Каурахньюкар
- Халлормсстадарскогур

## Известные уроженцы
- Вильхьяульмюр Эйнарссон — легкоатлет, обладатель серебряной медали в тройном прыжке Олимпийских игр в Мельбурне
- Магнус Магнуссон — четырёхкратный обладатель титула World's Strongest Man